# Athletico Paranaense
Der Club Athletico Paranaense – im deutschen meist kurz Athletico Paranaense genannt, in Listen oft auch als Athletico-PR aufgeführt – ist ein brasilianischer Fußballverein aus Curitiba, der Hauptstadt des Bundesstaates Paraná.

## Geschichte
Der Athletico Paranaense wurde am 26. März 1924 durch den Zusammenschluss der Klubs International Foot-Ball Club und América FC (PR) gegründet.
2001 wurde Atlético Paranaense zum ersten Mal brasilianischer Fußballmeister und stand 2005 im Finale der Copa Libertadores. Von Januar bis März 2006 war Lothar Matthäus Trainer der ersten Mannschaft. Der deutsche Nationalspieler Paulo Rink spielte von 1992 bis 1997 und von September 2006 bis Mai 2007 bei Atlético Paranaense. Mit dem Gewinn der Copa Sudamericana 2018 konnte der Klub am 12. Dezember 2018 seinen ersten internationalen Titel feiern. Am Tag zuvor hatte der Klub bekannt gegeben, die Schreibweise seines Klubnamens von Atlético auf Athletico mit einem h zu ändern. Gleichzeitig wurde ein neues Klublogo vorgestellt. Nach Abschluss der Série A 2024 belegte der Klub den 17. Platz und musste in die Série B 2025 absteigen.

## Stadion
Das Heimstadion des Fußballklubs ist die vereinseigene Arena da Baixada („Estádio Joaquim Américo Guimarães“). Die Fußballarena mit rund 42 Tausend Plätzen wird allgemein Arena da Baixada oder Arena do Atlético Paranaense genannt. 2005 wurde es das erste Stadion Brasiliens das den Namen eines Sponsoren trug. Der Vertrag mit der japanischen Computerzubehör-Firma Kyocera lief aber im April 2008 aus. Die Kyocera Arena revertierte seither wieder zu ihrem traditionellen Namen der auf einen Vereinspräsidenten von Internacional zurückgeht.
Die Ursprünge des Stadions gehen bis in das Jahr 1914 zurück. Beim Eröffnungsspiel am 6. September 1914 wurden die Gastgeber Internacional klar durch die Ehrengäste aus Rio de Janeiro, den Flamengo Rio de Janeiro, mit 7:1 besiegt. Zwischen 1970 und 1984 lag das Stadion brach. 1995 wurde das Stadion völlig abgerissen. Am 24. Juni 1999 wurde die heutige Struktur mit einem Spiel zwischen Atlético und dem Club Cerro Porteño aus Paraguay eröffnet, das die Rot-Schwarzen mit 2:1 gewannen. Am 16. Dezember 2001 wohnten 31.740 Zuseher dem Hinspiel der Meisterschaftsfinales zwischen Atlético und AD São Caetano bei, bei welchem Atlético mit einem 4:2-Sieg seinen letztendlichen Erfolg in jenem Jahr vorbereitete. Der Zuschauerrekord besteht noch heute.

## Logos - Historie
| Logos von 1924 bis heute | Logos von 1924 bis heute | Logos von 1924 bis heute | Logos von 1924 bis heute | Logos von 1924 bis heute | Logos von 1924 bis heute | Logos von 1924 bis heute |
| 1924–1934                | 1934                     | 1934–1988                | 1989–1996                | 1997–2001                | 2002–2018                | 2019–…                   |
| ------------------------ | ------------------------ | ------------------------ | ------------------------ | ------------------------ | ------------------------ | ------------------------ |

## Erfolge
Internationale Erfolge
- Copa Sudamericana (2 Titel): 2018, 2021
- Copa Libertadores Finalist (1): 2005
- Copa Suruga Bank: 2019

Nationale Erfolge
- Brasilianer Meister (1 Titel): 2001
- Brasilianer Vizemeister (1): 2004
- Brasilianer Meister – Série B (1 Titel): 1995

Pokalerfolge
- Copa do Brasil Finalist (1): 2013
- Copa do Brasil Sieger: 2019

Regionale Erfolge
- Staatsmeisterschaft von Paraná (28×): 1925, 1929, 1930, 1934, 1936, 1940, 1943, 1945, 1949, 1958, 1970, 1982, 1983, 1985, 1988, 1990, 1998, 2000, 2001, 2002, 2005, 2009, 2016, 2018, 2019, 2020, 2023, 2024
- Staatspokal von Paraná (2 Titel): 1998, 2003

## Bekannte ehemalige Spieler
- Assis
- Bellini
- Washington
- Djalma Santos
- Fernandinho
- Jádson
- Kléber Pereira
- Kléberson
- Sicupira
- Alfredo Gottardi
- Paulo Rink
- Krzysztof Nowak
- Mariusz Piekarski
- Roland Tüske
- Sanin Pintul
- Alex Sandro

## Trainer
Von Ende Dezember 2011 bis Juni 2012 war Juan Ramón Carrasco Trainer. Das Trainerteam Carrascos bestand aus Alejandro Martínez, Omar Garate und dem Torwarttrainer César Olivera. Nachfolger Carrascos war Ricardo Drubscky.
- Cabralzinho (1996)
- Evaristo de Macedo (1996)
- Jair Pereira (1997)
- Émerson Leão (1997–1998)
- Abel Braga (1998)
- João Carlos Costa (1998)
- Vadão (1999–2000)
- Antônio Lopes (2000)
- Paulo César Carpegiani (2001)
- Mário Sérgio (2001)
- Geninho (2001–2002)
- Valdir Espinosa (2002)
- Abel Braga(2002)
- Vadão (2003)
- Mário Sérgio (2003–2004)
- Casemiro Mior (2005)
- Edinho (2005)
- Antônio Lopes (2005)
- Evaristo de Macedo (2005–2006)
- Lothar Matthäus (2006)
- Givanildo Oliveira (2006)
- Vadão (2006–2007)
- Antônio Lopes (2007)
- Ney Franco (2007–2008)
- Roberto Fernandes (2008)
- Mário Sérgio (2008)
- Geninho (2008–2009)
- Waldemar Lemos (2009)
- Antônio Lopes (2009–2010)
- Leandro Niehues (2010)
- Paulo César Carpegiani (2010)
- Sérgio Soares (2010–2011)
- Geninho (2011)
- Adílson Batista (2011)
- Renato Gaúcho (2011)
- Antônio Lopes (2011)
- Juan Ramón Carrasco (2012)
- Jorginho (2012)
- Ricardo Drubscky (2012–2013)
- Vagner Mancini (2013)
- Miguel Ángel Portugal (2014)
- Doriva (2014)
- Claudinei Oliveira (2014–201?)
- Paulo Autuori (2016–2017)

## Frauenfußball
Im Spätjahr 2018 stieg Athletico in Form einer Vereinskooperation mit dem Foz Cataratas FC in den professionellen Frauenfußball ein. Diese Kooperation wurde im Dezember 2019 beendet, worauf der Club im Jahr darauf seine eigene Sektion für Frauen eröffnete. Zur Saison 2023 stieg diese in die erste brasilianische Liga auf, stieg aber nach nur einer Spielzeit sofort wieder ab.
Erfolge:
| Staatsmeisterschaft von Paraná | (5×): | 2020, 2021, 2022, 2023, 2024 |

## Sonstiges
Der Verein zeigte im Jahr 2018 offen seine Unterstützung für den damaligen rechtsgerichteten Präsidentschaftskandidaten und späteren Wahlsieger Jair Bolsonaro. So liefen Spieler mit T-Shirts auf den Platz, auf denen ein Parole Bolsonaros abgedruckt war.